# جون جورج بينيت
جون جورج بينيت (بالإنجليزية: John George Bennett)‏ هو كاهن كاثوليكي أمريكي، ولد في 20 يناير 1891 في إنديانا في الولايات المتحدة، وتوفي في 20 نوفمبر 1957.